# Irbisia fuscipubescens
Irbisia fuscipubescens är en insektsart som beskrevs av Knight 1941. Irbisia fuscipubescens ingår i släktet Irbisia och familjen ängsskinnbaggar. Inga underarter finns listade i Catalogue of Life.